# Kelso (Washington)
Kelso es una ciudad ubicada en el condado de Cowlitz en el estado estadounidense de Washington. En el año 2000 tenía una población de 12.188 habitantes y una densidad poblacional de 568,2 personas por km².

## Geografía
Kelso se encuentra ubicada en las coordenadas 46°8′31″N 122°54′22″O / 46.14194, -122.90611.

## Demografía
Según la Oficina del Censo en 2000 los ingresos medios por hogar en la localidad eran de $29.722, y los ingresos medios por familia eran $36.784. Los hombres tenían unos ingresos medios de $36.271 frente a los $23.750 para las mujeres. La renta per cápita para la localidad era de $15.162. Alrededor del 19,8% de la población estaban por debajo del umbral de pobreza.